# Белфаст-Сіті (аеропорт)
Аеропорт Белфаст-Сіті імені Джорджа Беста (англ. George Best Belfast City Airport, (IATA: BHD, ICAO: EGAC)) — аеропорт у Північній Ірландії, розташований поруч із портом Белфаст, за 5 км від центру міста Белфаст.
Аеропорт є хабом для:
- Flybe

## Авіалінії та напрямки
| Авіакомпанія    | Пункт призначення |
| --------------- | --- |
| Aer Lingus      | Лондон-Хітроу Сезонний: Фару, Малага |
| British Airways | Лондон-Хітроу |
| Flybe           | Абердин, Бірмінгем, Кардіфф, Донкастер/Шеффілд, Східний Мідландс, Единбург, Ексетер, Глазго, Інвернесс, Лідс-Бредфорд, Лондон-Сіті, Манчестер, Саутгемптон Сезонний: Корнуолл Сезонний чартер: Зальцбург |
| KLM             | Амстердам |

|      | Пасажирообіг | Авіатрафік | Вантажообіг (тонн) |
| ---- | ------------ | ---------- | ------------------ |
| 1997 | 1,285,712    | 37,592     | 1,247              |
| 1998 | 1,316,792    | 37,917     | 1,149              |
| 1999 | 1,284,148    | 35,781     | 773                |
| 2000 | 1,288,428    | 36,773     | 820                |
| 2001 | 1,192,897    | 35,158     | 509                |
| 2002 | 1,896,081    | 40,027     | 1,058              |
| 2003 | 1,975,202    | 34,523     | 1,177              |
| 2004 | 2,091,221    | 36,290     | 955                |
| 2005 | 2,237,219    | 40,443     | 516                |
| 2006 | 2,105,769    | 39,411     | 827                |
| 2007 | 2,186,993    | 43,022     | 1,057              |
| 2008 | 2,570,742    | 42,990     | 168                |
| 2009 | 2,621,763    | 39,330     | 138                |
| 2010 | 2,740,341    | 40,324     | 155                |
| 2011 | 2,397,312    | 41,844     | 457                |
| 2012 | 2,246,202    | 37,189     | 581                |
| 2013 | 2,541,759    | 38,051     | 527                |
| 2014 | 2,555,145    | 37,112     | 491                |
| 2015 | 2,692,713    | 41,782     | 551                |
| 2016 | 2,665,139    | 42,475     | 476                |
| 2017 | 2,559,846    | 36,332     | 317                |

## Наземний транспорт
- Автомобіль: аеропорт розташований на дорозі A2, перехід Сиденхем знаходиться між Белфастом і Голлівудом.
- Автобус: маршрут 600 Flexibus оператора Airlink курсує від терміналу в Белфаста до автобусних Центру Європа, поруч з готелем Європа. метробус 3 відходить що 20 хвилин з Сиденхема до будівлі муніципалітету Белфаста. Оператор Airporter відправляє 9 автобусів щодня в Деррі.
- Заізничний транспорт:  аеропорт обслуговується Northern Ireland Railways Translink. Термінал із залізничною станцією Сиденгем сполучає автобус.